# ماركو هالر
ماركو هالر (بالألمانية: Marco Haller)‏ ولد بتاريخ 1 أبريل 1991 في النمسا، هو دراج نمساوي في صنف سباق الدراجات على الطريق.

## روابط خارجية
- ماركو هالر على موقع الاتحاد الدولي للدراجات (الإنجليزية)
- ماركو هالر على موقع أرشيف الدراجات (الإنجليزية)
- ماركو هالر على موقع إحصائيات الدراجات الإحترافية (الإنجليزية)
- ماركو هالر على موقع نسبة الدراجات (الإنجليزية)
- ماركو هالر على موقع CycleBase (الإنجليزية)